# Acacia resinimarginea
Acacia resinimarginea är en ärtväxtart som beskrevs av William Vincent Fitzgerald. Acacia resinimarginea ingår i släktet akacior, och familjen ärtväxter. Inga underarter finns listade i Catalogue of Life.